# Jerzy Goliński
Jerzy Goliński (ur. 19 listopada 1928 w Zatorze, zm. 24 listopada 2008 w Krakowie) – polski aktor, reżyser, pedagog.

## Życiorys
Urodził się w rodzinie Wojciecha i Anny ze Smroczyńskich. Ukończył w 1952 krakowską Państwową Wyższą Szkołę Aktorską. Debiutował jako aktor w zespole Teatru Ziemi Opolskiej w Opolu, w 1953 zaangażował się do Teatru Wybrzeże, gdzie pracował początkowo jako aktor (do 1955), następnie od sezonu 1959/1960 – reżyser i aktor, od sezonu 1960/1961 do 1967 był kierownikiem artystycznym, aktorem i reżyserem. W sezonie 1961/1962 odbył staż w Paryżu, współpracował z teatrem w Brnie, w sezonie 1962/1963 wyjechał na staż do Stanów Zjednoczonych. 
Od roku 1967 na stałe związał się z Krakowem, gdzie był wykładowcą krakowskiej PWST, od 1985 profesorem tej uczelni, w latach 1985–1990 dziekanem Wydziału Reżyserii Dramatu oraz pracował w krakowskich teatrach. Najdłużej pracował w Teatrze im. Juliusza Słowackiego, którym kierował jako dyrektor naczelny i artystyczny w latach 1990–1992.
Grał też w wielu filmach i reżyserował spektakle Teatru Telewizji oraz Teatru Polskiego Radia.
Zmarł 24 listopada 2008, niedługo po swoich 80 urodzinach.

## Filmografia
- 1971: Bolesław Śmiały – ojciec Wawrzyniec
- 1971: Trzecia część nocy – ojciec Michała
- 1980: W biały dzień – lekarz opiekujący się „Korabem” podczas procesu
- 1987: Na srebrnym globie – astronauta
- 1988: Kornblumenblau – mistrz
- 1997: Sława i chwała – hrabia Myszyński (odcinek 1)
- 2002: Anioł w Krakowie Leonardo da Vinci/bezdomny

## Ordery i odznaczenia
- Krzyż Kawalerski Orderu Odrodzenia Polski (1977)
- Złoty Krzyż Zasługi (1964)
- Odznaka honorowa „Zasłużonym Ziemi Gdańskiej” (1967)
- Złota Odznaka Krakowskiego Klubu Miłośników Teatru (1969)
- Pamiątkowy medal z okazji 40-lecia Teatru Wybrzeże (1986)

Źródło:.

## Nagrody
- Nagroda „Faktów i Myśli” na IV Festiwalu Teatrów Polski Północnej w Toruniu za reżyserię Franka V w Teatrze Wybrzeże (1962)[2]
- Nagroda im. Leona Schillera za prace inscenizacyjne w Teatrze Wybrzeże (1963)[3]
- Nagroda na VI Festiwalu Teatrów Polski Północnej w Toruniu za adaptację i reżyserię Komu bije dzwon Ernesta Hemingwaya w Teatrze Wybrzeże (1964)
- Nagroda Ministra Kultury i Sztuki III stopnia za reżyserię przedstawień Uciekła mi przepióreczka... Stefana Żeromskiego, Komu bije dzwon Ernesta Hemingwaya i Westerplatte Janiny Skowrońskiej-Feldmanowej w Teatrze Wybrzeże (1965)
- Nagroda Ministra Obrony Narodowej III stopnia (1965)
- „Order Stańczyka” (1965)
- Nagroda na II Opolskich Konfrontacjach Teatralnych za reżyserię Iwony księżniczki Burgunda Witolda Gombrowicza w Teatrze im. Jana Kochanowskiego w Opolu (1976)
- Nagroda na V Opolskich Konfrontacjach Teatralnych za rolę tytułową w Janie Karolu Macieju Wścieklicy Stanisława Ignacego Witkiewicza w Teatrze im. Jana Kochanowskiego w Opolu (1979)
- Nagroda aktorska na Kaliskich Spotkaniach Teatralnych za tytułową rolę w Wysockim w Teatrze im. Juliusza Słowackiego, Kraków (1985)
- Nagroda Główna na Kaliskich Spotkaniach Teatralnych – Festiwalu Sztuki Aktorskiej za rolę w przedstawieniu Opis obyczajów, czyli... jak zwyczajnie wszędzie się miesza złe do dobrego w Teatrze STU w Krakowie (1991)
- Nagroda na XXII Opolskich Konfrontacjach Teatralnych - Klasyka Polska 1997 za rolę Tomasza Lekcickiego w przedstawieniu Rodzina Antoniego Słonimskiego w Teatrze im. Juliusza Słowackiego w Krakowie (1997)

Źródło:.